# Alessandro di Württemberg (militare)
Alessandro di Württemberg (nome completo in tedesco: Alexander Paul Ludwig von Württemberg; San Pietroburgo, 9 settembre 1804 – Laško, 4 luglio 1885) è stato un principe tedesco.
Fu il padre del principe Francesco di Teck e il nonno di Mary di Teck, moglie di re Giorgio V. L'attuale sovrano britannico, re Carlo III, è il suo pro-pro-pronipote.

## Biografia
Alessandro era l'ultimogenito del duca Luigi di Württemberg e della principessa Enrichetta di Nassau-Weilburg.
Diede scandalo in famiglia sposando Claudine Rhédey von Kis-Rhéde. Il matrimonio fu morganatico e Alessandro perse i suoi diritti di successione nel Württemberg. La moglie venne creata contessa di Hohenstein e i figli avrebbero ereditato il titolo materno.
Nel 1841 la moglie venne uccisa in un tragico incidente, Alessandro non si riprese mai dell'evento e iniziò a dare segni di squilibrio mentale.
Nel 1863 i figli vennero elevati al titolo di principe dal re Guglielmo I.

## Discendenza
Dal matrimonio con la contessa Claudine Rhédey von Kis-Rhéde nacquero tre figli:
- Claudine (1836-1894), nubile;
- Francesco (1837-1900), sposò Maria Adelaide di Cambridge;
- Amalia (1838-1898) sposò il Conte Paul von Hügel.

## Ascendenza
|                                              |                                            |                                                      | Genitori                                            |  |  | Nonni |  |  | Bisnonni                              |  |  | Trisnonni                                     |  |
|                                              |                                            |                                                      |                                                     |  |  |       |  |  | Carlo Alessandro, Duca di Württemberg |  |  | Federico Carlo, Duca di Württemberg-Winnental |  |
|                                              |                                            |                                                      |                                                     |  |  |       |  |  | Carlo Alessandro, Duca di Württemberg |  |  | Federico Carlo, Duca di Württemberg-Winnental |  |
|                                              |                                            | Eleonora Giuliana di Brandeburgo-Ansbach             |                                                     |  |  |       |  |  | Carlo Alessandro, Duca di Württemberg |  |  |                                               |  |
| Federico II Eugenio, Duca di Württemberg     |                                            |                                                      |                                                     |  |  |       |  |  | Carlo Alessandro, Duca di Württemberg |  |  |                                               |  |
|                                              |                                            | Maria Augusta di Thurn und Taxis                     | Anselmo Francesco, II Principe di Thurn und Taxis   |  |  |       |  |  |                                       |  |  |                                               |  |
|                                              |                                            | Maria Augusta di Thurn und Taxis                     | Anselmo Francesco, II Principe di Thurn und Taxis   |  |  |       |  |  |                                       |  |  |                                               |  |
|                                              |                                            | Maria Augusta di Thurn und Taxis                     | Maria Ludovica Anna di Lobkowicz                    |  |  |       |  |  |                                       |  |  |                                               |  |
| Luigi di Württemberg                         |                                            | Maria Augusta di Thurn und Taxis                     |                                                     |  |  |       |  |  |                                       |  |  |                                               |  |
|                                              |                                            | Federico Guglielmo, Margravio di Brandeburgo-Schwedt | Filippo Guglielmo, Margravio di Brandeburgo-Schwedt |  |  |       |  |  |                                       |  |  |                                               |  |
|                                              |                                            | Federico Guglielmo, Margravio di Brandeburgo-Schwedt | Filippo Guglielmo, Margravio di Brandeburgo-Schwedt |  |  |       |  |  |                                       |  |  |                                               |  |
|                                              |                                            | Federico Guglielmo, Margravio di Brandeburgo-Schwedt | Principessa Giovanna Carlotta di Anhalt-Dessau      |  |  |       |  |  |                                       |  |  |                                               |  |
| Federica Dorotea di Brandeburgo-Schwedt      |                                            | Federico Guglielmo, Margravio di Brandeburgo-Schwedt |                                                     |  |  |       |  |  |                                       |  |  |                                               |  |
|                                              |                                            | Sofia Dorotea di Prussia                             | Federico Guglielmo I di Prussia                     |  |  |       |  |  |                                       |  |  |                                               |  |
|                                              |                                            | Sofia Dorotea di Prussia                             | Federico Guglielmo I di Prussia                     |  |  |       |  |  |                                       |  |  |                                               |  |
|                                              |                                            | Sofia Dorotea di Prussia                             | Sofia Dorotea di Hannover                           |  |  |       |  |  |                                       |  |  |                                               |  |
| Duca Alessandro di Württemberg               |                                            | Sofia Dorotea di Prussia                             |                                                     |  |  |       |  |  |                                       |  |  |                                               |  |
|                                              | Carlo Augusto, Principe di Nassau-Weilburg | Giovanni Ernesto, Conte di Nassau-Weilburg           |                                                     |  |  |       |  |  |                                       |  |  |                                               |  |
|                                              | Carlo Augusto, Principe di Nassau-Weilburg | Giovanni Ernesto, Conte di Nassau-Weilburg           |                                                     |  |  |       |  |  |                                       |  |  |                                               |  |
|                                              | Carlo Augusto, Principe di Nassau-Weilburg | Maria Polissena di Leiningen-Hartsburg               |                                                     |  |  |       |  |  |                                       |  |  |                                               |  |
| Carlo Cristiano, Principe di Nassau-Weilburg | Carlo Augusto, Principe di Nassau-Weilburg |                                                      |                                                     |  |  |       |  |  |                                       |  |  |                                               |  |
|                                              |                                            | Augusta Federica Guglielmina di Nassau-Idstein       | Giorgio Augusto, Conte di Nassau-Idstein            |  |  |       |  |  |                                       |  |  |                                               |  |
|                                              |                                            | Augusta Federica Guglielmina di Nassau-Idstein       | Giorgio Augusto, Conte di Nassau-Idstein            |  |  |       |  |  |                                       |  |  |                                               |  |
|                                              |                                            | Augusta Federica Guglielmina di Nassau-Idstein       | Enrichetta Dorotea di Oettingen-Oettingen           |  |  |       |  |  |                                       |  |  |                                               |  |
| Principessa Enrichetta di Nassau-Weilburg    |                                            | Augusta Federica Guglielmina di Nassau-Idstein       |                                                     |  |  |       |  |  |                                       |  |  |                                               |  |
|                                              |                                            | Guglielmo IV, Principe d'Orange                      | Giovanni Guglielmo Friso, Principe d'Orange         |  |  |       |  |  |                                       |  |  |                                               |  |
|                                              |                                            | Guglielmo IV, Principe d'Orange                      | Giovanni Guglielmo Friso, Principe d'Orange         |  |  |       |  |  |                                       |  |  |                                               |  |
|                                              |                                            | Guglielmo IV, Principe d'Orange                      | Langravia Maria Luisa d'Assia-Kassel                |  |  |       |  |  |                                       |  |  |                                               |  |
| Principessa Carolina d'Orange-Nassau         |                                            | Guglielmo IV, Principe d'Orange                      |                                                     |  |  |       |  |  |                                       |  |  |                                               |  |
|                                              |                                            | Anna, Principessa Reale                              | Giorgio II di Gran Bretagna                         |  |  |       |  |  |                                       |  |  |                                               |  |
|                                              |                                            | Anna, Principessa Reale                              | Giorgio II di Gran Bretagna                         |  |  |       |  |  |                                       |  |  |                                               |  |
|                                              |                                            | Anna, Principessa Reale                              | Carolina di Ansbach                                 |  |  |       |  |  |                                       |  |  |                                               |  |
|                                              |                                            | Anna, Principessa Reale                              |                                                     |  |  |       |  |  |                                       |  |  |                                               |  |